# Adesso (Emma)
| Recensione       | Giudizio |
| ---------------- | -------- |
| All Music Italia |          |
| Rockol           |          |

Adesso è il quarto album in studio della cantautrice italiana Emma, pubblicato il 27 novembre 2015 dalla Universal Music Group.
L'album è stato premiato ai Wind Music Awards 2016 nella categoria Album Platino. Nell'edizione seguente il relativo tour Adesso tour è stato premiato nella categoria Premio Tour Platino.

## Descrizione
Costituito da tredici brani, si tratta del primo album nel quale Emma riveste anche il ruolo di produttrice discografica insieme a Luca Mattioni, esplorando sonorità pop rock e provenienti dalla musica elettronica. Riguardo alle scelte della produzione e delle sonorità, la stessa cantante ha dichiarato a Rockol:
Nel progetto la cantante figura inoltre come autrice di alcune tracce, collaborando con numerosi artisti tra cui Ermal Meta, Giuliano Sangiorgi, Dario Faini, Amara, Giuseppe Anastasi, Diego Mancino, Giulia Anania e Giovanni Caccamo. In un'intervista rilasciata a Vanity Fair Italia, Emma ha spiegato la scelta degli autori e il processo di scrittura dei brani:

## Promozione
L'uscita dell'album è stata anticipata dalla pubblicazione di due singoli. Il primo, intitolato Occhi profondi, è uscito il 19 giugno 2015 ed è stato presentato per la prima volta dal vivo in occasione del Summer Festival 2015, al quale Emma ha presenziato nelle vesti di giudice, mentre il secondo, Arriverà l'amore, è uscito il 23 ottobre dello stesso anno per il download digitale.
Il 22 gennaio 2016 è invece entrato per la rotazione radiofonica il terzo singolo Io di te non ho paura, seguito da Il paradiso non esiste il 29 aprile dello stesso anno  e da Quando le canzoni finiranno il 18 novembre.
Il 15 novembre 2016 è stata annunciata la Tour Edition dell'album, composta da due CD e un DVD. In esso sono presenti il singolo Libre, inciso con Álvaro Soler, l'inedito Nel posto più lontano e una reinterpretazione del brano You Don't Love Me (No, No, No) di Dawn Penn.

## Tracce
1. Adesso (ti voglio bene) – 3:18 (Emma Marrone)
2. Occhi profondi – 3:09 (Ermal Meta, Dario Faini)
3. Quando le canzoni finiranno – 3:34 (Diego Mancino, Dario Faini)
4. Facciamola più semplice – 3:41 (Giuliano Sangiorgi)
5. Finalmente – 3:14 (Giovanni Caccamo, Alessandra Flora)
6. Arriverà l'amore – 3:35 (Ermal Meta, Matteo Buzzanca)
7. In viaggio – 3:17 (Carlo Verrienti, Niccolò Verrienti)
8. Io di te non ho paura – 3:34 (Sergio Vallarino, Giulia Anania, Marta Venturini)
9. Per questo paese – 3:50 (testo: Emma Marrone, Giuseppe Anastasi, Cheope – musica: Erika Mineo)
10. Argento adesso – 3:09 (Alessandra "Naskà" Merola)
11. Il paradiso non esiste – 3:35 (Emma Marrone, Diego Mancino, Dario Faini)
12. Che sia tu – 4:33 (Alessandra "Naskà" Merola)
13. Poco prima di dormire – 4:07 (Carlo Verrienti, Niccolò Verrienti)

### Tour Edition
CD
1. Nel posto più lontano – 3:48 (Alessandra "Naskà" Merola)
2. You Don't Love Me (No, No, No) – 4:12 (Ellas McDaniel, Willie. C. Cobbs) – originariamente interpretata da Dawn Penn
3. Libre (Italian Version) (Álvaro Soler & Emma) – 3:53 (Ali Zuckowski, Alvaro Tauchert Soler, David Julca, Jonathan Julca, Mario Cianchi, Simon Triebel, Emma Marrone)

DVD – Live in Milano 2016
1. Adesso (ti voglio bene) – 4:10
2. Occhi profondi – 3:47
3. L'amore non mi basta – 4:30
4. Finalmente – 3:21
5. Schiena – 5:21
6. In ogni angolo di me – 4:29
7. Io di te non ho paura – 4:39
8. Calore – 7:10
9. Per questo paese – 4:09
10. Quando le canzoni finiranno – 3:52
11. Che sia tu – 5:27
12. Resta ancora un po' – 4:02
13. In viaggio – 3:22
14. You Don't Love Me (No, No, No) – 6:38 – originariamente interpretata da Dawn Penn
15. Arriverà l'amore – 4:01
16. Amami – 5:14
17. Non è l'inferno – 4:18
18. Cercavo amore – 3:44
19. Argento adesso – 4:31
20. La mia città – 4:35
21. Facciamola più semplice – 4:28
22. Il paradiso non esiste – 5:23
23. Poco prima di dormire – 5:21

## Formazione

### Tour Edition[18]

#### CD1: Adesso

##### Musicisti
- Emma Marrone – arrangiamento, voce, cori
- Luca Mattioni – arrangiamento, tastiere, pianoforte, Fender Rhodes, programmazioni, moog, cori
- Giorgio Secco – chitarre
- Roberto Angelini – slide guitar (traccia 12)
- Luca Visigalli – basso
- Diego Corradin – batteria
- PuntoRec Studios Orchestra – orchestra (tracce 5-6, 8-9, 13)
- Davide di Gregorio – orchestrazione e direzione archi (traccia 8)
- Fabio Gurian – orchestrazione e direzione archi (traccia 5-6, 9, 13)

##### Produzione
- Emma Marrone – produzione, arrangiamento
- Luca Mattioni – produzione, arrangiamento, registrazione pianoforte
- Luca Pellegrini – registrazione
- Fabrizio Argiolas – registrazione archi
- Francesco Ambrosini – ingegnere del suono
- Toby Hulbert – ingegnere del suono
- Giuseppe Salvadori – ingegnere del suono
- Cristian Demaestri – ingegnere del suono, ingegnere Pro Tools (tracce 5-6, 8-9, 13)
- Matt Howe – missaggio (tracce 1, 3-13)
- Chris Bostler – missaggio (traccia 2)
- Alessandro "Gengy" di Guglielmo, Christian Gehringer – mastering

#### Bonus tracks

##### Nel posto più lontano

###### Musicisti
- Emma Marrone – arrangiamento, voce, cori
- Luca Mattioni – arrangiamento, tastiere, Fender Rhodes, programmazione
- Giorgio Secco – chitarre
- Roberto Angelini – slide guitar
- Luca Visigalli – basso
- Diego Corradin – batteria

###### Produzione
- Emma Marrone – produzione, arrangiamento
- Luca Mattioni – produzione, arrangiamento, registrazione
- Francesco Ambrosini – registrazione voci
- Matt Howe – missaggio
- Mazen Murad – mastering

##### You Don't Love Me (No, No, No) (Studio Version)

###### Musicisti
- Emma Marrone – arrangiamento, voce, cori
- Luca Mattioni – arrangiamento, Fender Rhodes, programmazione, synth, cori
- Max Greco – pianoforte
- Ryan Haberfield – chitarra
- Luca Visigalli – basso
- Alex Torjussen – batteria
- Francesco Ambrosini – cori

###### Produzione
- Emma Marrone – produzione, arrangiamento
- Luca Mattioni – produzione, arrangiamento
- Hugo Tempesta – registrazione
- Francesco Ambrosini – registrazione voci
- Lorenzo Tomassini – operatore Pro Tools
- Mazen Murad – mastering

##### Libre (Italian Version)

###### Musicisti
- Emma Marrone – voce, cori
- David Julca, Jonathan Julca – tastiere, chitarra, programmazione
- Alexander "Ali" Zuckowski – chitarra elettrica, basso, fisarmonica, cori
- Simon Triebel – percussioni, fischiettio, xilofono, cori

###### Produzione
- Alexander "Ali" Zuckowski – produzione
- Simon Triebel – produzione
- Julca Brothers (David Julca, Jonathan Julca) – co-produzione

#### CD2/DVD: Adesso Tour - Live

##### Musicisti
- Emma Marrone – voce
- Luca Mattioni – arrangiamento, direzione musicale, pianoforte, Fender Rhodes, synth, cori
- Max Greco – pianoforte, synth, cori
- Ryan Haberfield – chitarre
- Roberto Angelini – chitarra elettrica, slide guitar
- Luca Visigalli – basso
- Alex Torjussen – batteria
- Arianna Mereu – cori

##### Produzione
- Ferdinando Salzano – produzione
- Martina Cera – assistente alla produzione
- Pierpaolo Baldelli – direttore di produzione
- Mario Zeppa – produzione esecutiva
- Maurizio Magliocchi – stage manager
- Umberto Polidori – fonico di palco
- Hugo Tempesta – fonico di sala, registrazione
- Lorenzo Tommasini – operatore Pro Tools
- Macia del Prete – coreografie
- Mazen Murad – mastering

## Classifiche

### Classifiche settimanali
| Classifica (2015) | Posizione massima |
| ----------------- | ----------------- |
| Italia            | 2                 |
| Svizzera          | 23                |

### Classifiche di fine anno
| Classifica (2015) | Posizione |
| ----------------- | --------- |
| Italia            | 21        |
| Classifica (2016) | Posizione |
| Italia            | 23        |